# Tekniska kontrollcentralen
Tekniska kontrollcentralen (finska: Teknillinen tarkastuskeskus) var ett finländskt ämbetsverk som hade till uppgift att bland annat utföra olika besiktningar, dra försorg om mätservicen samt sköta andra tekniska tillsynsuppgifter.
Ämbetsverket grundades 1975 som Tekniska inspektoratet, varvid den tekniska besiktningsverksamheten vid handels- och industriministeriet (grundat 1888), tryckkärlsinspektoratet (grundat 1973), temporära justeringsverket (grundat 1972) och kontrollverket för ädelmetallarbeten (grundat 1942) sammanslogs. Ämbetsverket, vars namn 1984 ändrades till Tekniska kontrollcentralen, ersattes 1991 av Mätteknikcentralen MIKES.